# Dicranomyia villaricae
Dicranomyia villaricae är en tvåvingeart som först beskrevs av Alexander 1929.  Dicranomyia villaricae ingår i släktet Dicranomyia och familjen småharkrankar.
Artens utbredningsområde är Paraguay. Inga underarter finns listade i Catalogue of Life.